# Окситрииодид ниобия(V)
Окситрииодид ниобия(V) — неорганическое соединение, 
оксосоль металла ниобия и иодоводородной кислоты
с формулой NbOI3,
чёрные кристаллы.

## Получение
- Окисление кислородом иодида ниобия(V):

{\displaystyle {\mathsf {2NbI_{5}+O_{2}\ {\xrightarrow {T}}\ 2NbOI_{3}+2I_{2}}}}
- Нагревание смеси оксида ниобия(V), иода и ниобия в градиенте температур:

{\displaystyle {\mathsf {2Nb_{2}O_{5}+6Nb+7I_{2}\ {\xrightarrow {275-400^{o}C}}\ 10NbOI_{3}}}}

## Физические свойства
Окситрииодид ниобия(V) образует чёрные кристаллы
моноклинной сингонии,
пространственная группа C 2,
параметры ячейки a = 1,4624 нм, b = 0,39905 нм, c = 1,2602 нм, β = 120,4°, Z = 4

.

## Химические свойства
- Разлагается при нагревании:

{\displaystyle {\mathsf {2NbOI_{3}\ {\xrightarrow {150^{o}C}}\ 2NbOI_{2}+I_{2}}}}